# Kudo3D
Kudo3D는 캘리포니아 플레젠튼에 본사를 둔 전문 데스크톱용 3D 프린터를 제조하는 회사이다. Kudo3D의 타이탄 1과 타이탄 2 3D 프린터는 ‘수동 자가 박리 기술’을 이용한 고해상도의 전문용 스테레오리소그라피 (SLA) 프린터 중 하나이다. 이 기술을 바탕으로 사용자들은 타이탄 1과 타이탄 2 3D 프린터를 다양하게 응용할 수 있다.

## 연혁
UC 버클리의 하스 경영전문대학원(Haas School of Business)을 졸업한, Kudo3D 설립자 테드 샤오(Tedd Syao)는 2012년, 자신의 차고에서 타이탄 1과 타이탄 3D프린터의 핵심기술인 수동 자가 박리 기술 (Passive Self-Peeling)’을 개발하였고, 이후 같은 UC 버클리의 하스 경영전문대학원 출신인 공동 설립자 조나단 층(Jonathan Cheung)과 캘리포니아주 플레젠튼시에 Kudo3D 회사를 창업하였다.
2014년 5월에는 킥스타터라는 투자설명회를 통해 2분 만에 투자상한액을 달성하고 상당액의 투자금을 받았다. 그후, 대만의 신주에 Kudo3D 대만법인을 설립하는 등 빠르게 성장하고 있다.

## 타이탄 1
타이탄 1은 기성 부품과 시스템을 모듈화하여 구성되었다. 이 프린터는 텍서스 인스트루먼트 디지털 빛 과정 (DLP)의 기술을 사용하였고 DLP 프로젝터로 2차원 방식을 이용해서 레진 컨테이너에 이미지를 투사하는 방식으로 레진 노출 시간은 짧고, 또한 프린터내부가 간결하고 견고하게 설계되어 있기 때문에 프린터 내부의 흔들림이 적다. 타이탄 1의 다른 부품은 공업용 직선 스테이지 모듈, 오픈 소스 회로판, 스테핑 모터, 빌드 플랫폼과 Kudo3D가 특허를 받은 유연한 PSP 레진 컨테이너로 구성되어있다.

### 레진
타이탄 1은 시판되는 레진을 사용한다.

### 응용
다양한 크기의 프린트 출력의 능력을 갖춘 타이탄 1은 다양한 애플리케이션에 사용할 수 있으며 고해상도 프린트를 빨리 출력해주기 때문에 주얼리, 미니어처, 공학 연구용으로 탁월하여, 뉴욕에 있는 CCNY 대학의 생물 의학 연구 부서에서는 타이탄 1을 사용하여 연구 중인 1mm x 2mm의 조직 스캐폴드를 출력하였다. 뿐만 아니라 타이탄 1은 더 큰 종목을 인쇄할 수 있는 기능도 갖춰 예술, 건축, 엔지니어링 프로토타입에도 많이 사용되고 있다.

## 타이탄 2
성공적인 킥스타터 캠페인 2년 후, Kudo3D는 2세대 3D 프린터, 타이탄 2를 출시하였다. 타이탄 2는 이전 프린터보다 사용하기 더 간편하고, 더 안정적이며, 고급스러운 3D 프린터이다. 내장된 라즈베리 파이와 웹 기반 제어로 타이탄 2는 모든 컴퓨터, 태플렛, 또는 스마트폰 장치와 호환이 된다. 타이탄 2는 특허받는 PSP 레진 컨테이너를 포함한 타이탄1의 모든 부품과 기술을 사용하였으며, 고객의 취향을 고려하여 루비 레드와 그린 에메랄드의 2가지 커버색으로 제품을 생산하고 있다.

### 타이탄 2 HR
2016년 11월에 Kudo3D는 타이탄 2 HR 3D 프린터이라는 제품을 출시했다. 타이탄 2 HR은 고해상도인 XY 해상도 23 미크론을 보장한다. 이 기능은 귀금속 업자들처럼 고해상도, 고정밀한 출력이 필요한 사용자들한테 아주 좋다.

## PSP 기술
수동 자가 필링 (PSP) 기술은 Kudo3D가 마른 레진 층과 액화상태의 레진 간에 분리력을 최소화시키기 위해 개발하고 특허를 받은 상향 배열 형식의 스테레오리소그라피 (SLA) 기술이다. 이 수동 자가 필링 (PSP) 기술에는 5개의 각기 다른 분리력을 최소화시켜주는 물질로 만들어진 유연한 레진 컨테이너를 사용한다. 이러한 기술을 사용함으로써 타이탄 1/ 타이탄 2는 머리카락 한 가닥 만한 크기에 프린트물이나 9.5인치의 큰 프린트물도 같은 기계로 대단히 빠른 속도와 믿기 어려운 해상도로 프린트할 수 있도록 제작되어 있다.

### 특허
2016년 9월 27일에 Kudo3D는 미국의 특허ㆍ상표국에서부터 수동 자가 박리(Passive Self-Peeling) 기술에 대한 특허를 받았다.

## 같이 보기
- 3D 프린팅
- 3D 프린터